# 고노 후카
고노 후카(일본어: 児野 楓香, 1998년 1월 15일 ~ )는 일본의 여자 축구 선수이다.

## 구단 경력
2020년, 알비렉스 니가타에 입단하였다. 2025년 에히메 FC로 이적했다.

## 국가대표팀 경력
그녀는 2014년 FIFA U-17 여자 월드컵에 참가할 일본 U-17 국가대표팀에 발탁되었으며, 3경기에 출전, 2득점을 기록했으며 우승에 기여했다. 2018년 FIFA U-20 여자 월드컵에 참가할 일본 U-20 국가대표팀에도 발탁되었으며, 1경기에 출전, 우승.